# Eucalyptus ×chisholmii
Eucalyptus ×chisholmii là một loài thực vật có hoa trong Họ Đào kim nương. Loài này được Maiden & Blakely mô tả khoa học đầu tiên năm 1924.